# Acanthodactylus ahmaddisii
Acanthodactylus ahmaddisii är en ödleart som beskrevs av  Werner 2004. Acanthodactylus ahmaddisii ingår i släktet fransfingerödlor, och familjen lacertider. IUCN kategoriserar arten globalt som starkt hotad.
Artens utbredningsområde är Jordan. Inga underarter finns listade i Catalogue of Life.